# Bertrand Meheut
 (août 2009).
Si vous disposez d'ouvrages ou d'articles de référence ou si vous connaissez des sites web de qualité traitant du thème abordé ici, merci de compléter l'article en donnant les références utiles à sa vérifiabilité et en les liant à la section « Notes et références ».
Pour les articles homonymes, voir Méheut.
Ne pas confondre avec Bertrand Méheust.
Bertrand Meheut, né le 22 septembre 1951 à Rennes, est une personnalité française du monde des affaires. Il est président du groupe Canal+ de 2003 à 2015.

## Biographie
Fils de Michel, chirurgien, Bertrand Meheut fait ses études secondaires au collège Roger Vercel, puis au lycée de La Fontaine des Eaux à Dinan. Il est diplômé de l'École des Mines de Nancy (promotion 1972).
Il commence sa carrière à Transpac, filiale rennaise de France Télécom où il travaille 9 ans. Il entre en 1984 chez Rhône-Poulenc, où pendant douze ans il assure différentes fonctions pour finalement être nommé vice-président et directeur général de la branche Europe.
En décembre 1995, il prend la tête d'Isoroy en succédant à Noël Ancian, puis il prend en 1996 la vice-présidence de Roullier (groupe agro-alimentaire) dans l'optique de succéder à Daniel Roulier, mais ne restera que deux ans à la suite du constat que cette succession serait trop tardive.
De janvier 1998 à fin 1999, il travaille pour BASF comme directeur marketing Europe de la branche phytosanitaire, puis comme directeur des activités agro pour la France et le Benelux.
Il retourne en 1999 chez Rhône-Poulenc devenu Aventis sur la demande de Jean-René Fourtou,. Il prend en juillet 2000 la direction d'Aventis CropScience, une des filiales en agrochimie et biotechnologies, puis, en juin 2001, la présidence du groupe.
Étranger au monde des médias, ce proche de Jean-René Fourtou (ex-PDG de Vivendi Universal) entre à Canal+ en 2002, succédant à Pierre Lescure. D'abord directeur général, il est nommé président du directoire du groupe en 2003, puis président de Canal+ S.A,. Il bénéficie d'une rémunération mensuelle brute de plus de 100 000 euros. Il est également membre du directoire de Vivendi. Durant son mandat, il purge la dette du groupe qui s'élevait à 5 milliards d'euros, acquiert l'exclusivité sur les droits du championnat de France de football, notamment en mettant en 2004, 600 millions d'euros sur la table, soit 1,8 milliard sur trois ans). Il contribue à contrecarrer les tentatives d'absorption par Lagardère et accompagne la fusion avec TPS. Le redressement de Canal+ passe par des mesures de restrictions et de cessions d'actifs : côté employés, par le remplacement des boissons gratuites par des fontaines d'eau et des invitations limitées aux événements ; côté entreprise, avec la revente des filiales étrangères, en Italie, en Espagne et au Benelux de Canal+ Technologies, responsables des décodeurs, de la société de production Expand et de Numéricable.
'
Le 3 septembre 2015, il quitte ses fonctions à la tête de Canal+, où il est remplacé par Jean-Christophe Thiery.
le 21 novembre 2016 L’ex-président du directoire de Canal+ Bertrand Meheut va rejoindre l’opérateur SFR (Altice) en tant que vice-président de son conseil d’administration, écrit dimanche 20 novembre le quotidien Les Echos. Une nomination qui devrait être officialisée lundi, selon l’Agence France-Presse.
Arrivé en 2002 comme directeur général de Canal+, nommé PDG l’année suivante, Bertrand Meheut avait mené le redressement du groupe, alors menacé de faillite. Il a été remercié il y a plus d’un an par le nouvel actionnaire principal de Vivendi, Vincent Bolloré, dans la foulée de nombreux départs d’autres responsables de la chaîne cryptée.
Bertrand Meheut rejoindra donc le conseil d’administration de l’opérateur de télécommunications SFR en tant que vice-président. Une arrivée qui confirme les ambitions du groupe en matière de contenus télévisuels, après l’acquisition de droits sportifs (Premiere League) et des investissements dans la production de séries (Les Médicis, Maîtres de Florence) et de films.
Le 12 Avril 2018, Bertrand Méheut est nommé Président du PMU. Un autre ancien du groupe Canal+, Cyril Linette, est parallèlement nommé Directeur Général du GIE.

## Prix et récompenses
- 5e au championnat de France de Finn (2005)[1]